# Adolfo Venturi
Adolfo Venturi (Mòdena, 4 de setembre de 1856 - Santa Margherita Ligure, Província de Gènova, 10 de juny de 1941) fou un historiador de l'art italià. Era pare de Lionello Venturi.
Fou el fundador de la disciplina historicoartística en l'àmbit universitari a Itàlia. El seu major projecte va ser el de la Història de l'art italià, de diversos volums, que va quedar interrompuda al segle xvi. Entre els seus deixebles van destacar Pietro Toesca i Roberto Longhi. La Universitat de la Sapienza de Roma va organitzar l'any 2006 un important congrés per recordar els 150 anys des del seu naixement.